# 趙正宇
趙 正宇（ちょう せいう、ジャオ ジェンユー、1966年〈民国55年〉3月29日 - ）は、中華民国（台湾）の政治家。元立法委員。

## 経歴
2002年、桃園県議員選挙に出馬し、初当選。その後再選され、2期務める。
2012年、党内予備選挙で敗れたため国民党を離党した。
2014年、改制後初の桃園市議員選挙で無所属で出馬し、当選した。
2016年の第9回立法委員選挙では民進党の支持を得て桃園市第六選挙区から出馬し、立法委員を5期務めた国民党のベテラン議員を768票の僅差で破り初当選。立法院内では民進党会派に所属したが、民進党には入党しないと述べた。
2020年の第10回立法委員選挙では11万票以上の得票数で再選された。
2020年7月31日、遠東SOGOの運営権を巡り、会長への賄賂などの疑惑から起訴された。
2022年7月6日、汚職罪について無罪判決が下された。
2024年の第11回立法委員選挙では、国民党候補に僅差で敗れ落選した。

## 選挙記録
| 年度 | 選挙                 | 選挙区           | 所属政党   | 得票数  | 得票率 | 当選 | 注釈 |
| ---- | -------------------- | ---------------- | ---------- | ------- | ------ | ---- | ---- |
| 2002 | 第15回桃園県議員選挙 | 第三選挙区       | 中国国民党 | 5,142   | 9.54%  |      |      |
| 2005 | 第16回桃園県議員選挙 | 第三選挙区       | 中国国民党 | 12,981  | 18.31% |      |      |
| 2009 | 第17回桃園県議員選挙 | 第三選挙区       | 中国国民党 | 10,818  | 16.75% |      |      |
| 2014 | 第1回桃園市議員選挙  | 第三選挙区       | 無党籍     | 12,478  | 14.60% |      |      |
| 2016 | 第9回立法委員選挙    | 桃園市第六選挙区 | 無党籍     | 76,278  | 46.52% |      |      |
| 2020 | 第10回立法委員選挙   | 桃園市第六選挙区 | 無党籍     | 115,496 | 58.44% |      |      |
| 2024 | 第11回立法委員選挙   | 桃園市第六選挙区 | 無党籍     | 76,346  | 38.34% |      |      |